# Gunhild Holmer
Gunhild Catharina Holmer, född 11 maj 1916 i Östersund, död 13 augusti 1979 i Madrid, Spanien, var en svensk målare och grafiker.
Hon var dotter till disponenten Julius Holmer och Selma Gunilla Pettersson samt från 1939 gift med kabinettssekreteraren Arne Sören Lundberg. Hon studerade konst vid Otte Skölds målarskola och Grünewalds målarskola i Stockholm samt för Édouard Georges Mac-Avoy och André Lhote i Paris 1947–1951 dessutom studerade hon privat för olika konstnärer i London 1946. Hon bosatte sig i Málaga 1952 och var verksam inom den spanska konstvärlden. Hon medverkade i flera samlings- och grupputställningar från 1939 på Liljevalchs konsthall, bland annat i Norrländska konstnärer 1943 och på Galleri Brinken i Stockholm. Hon var en regelbunden utställare på Östersunds konstklubb och Jämtlands läns konstförening. Hon var inbjuden att medverka i en utställning på Musée d'Art Moderne i Paris 1952. Hennes konst består av stilleben, figurkompositioner och impressionistiska resestudier i olja samt träsnitt och tuschteckning.